# Jan Bednář (meteorolog)
Jan Bednář (* 11. listopadu 1946 Benešov) je český meteorolog, klimatolog a vysokoškolský učitel, jenž působí na Matematicko-fyzikální fakultě Univerzity Karlovy. V letech 1997–2000 zastával post předsedy Akademického senátu Univerzity Karlovy, byl také prorektorem pro studijní záležitosti UK. Jeho oborem je především fyzika atmosféry, zabývá se mezní vrstvou, atmosférickou optikou, elektřinou, fyzikou oblaků a srážek, a šířením znečišťujících příměsí v atmosféře.

## Životopis
V roce 1970 ukončil studium meteorologie a klimatologie na Matematicko-fyzikální fakultě Univerzity Karlovy. V roce 1976 obhájil kandidátskou dizertaci. V letech 1970–1975 působil jako asistent na Katedře meteorologie a klimatologie (později Katedra meteorologie a ochrany prostředí, KMOP), v letech 1975–1991 jako odborný asistent. Habilitoval se v roce 1991 a do r. 1997 působil jako docent do roku 1997, kdy byl jmenován profesorem. Od roku 1990 je činný v České křesťanské akademii, kde od r. 1996 působil ve funkci 1. viceprezidenta.

## Publikace
- Jak vzniká počasí / Jaroslav Kopáček, Jan Bednář, Praha : Karolinum, 2005, ISBN 80-246-1002-7
- Meteorologie : [úvod do studia dějů v zemské atmosféře] / Jan Bednář, Praha : Portál, 2003, ISBN 80-7178-653-5
- Pozoruhodné jevy v atmosféře : atmosférická optika, akustika a elektřina / Jan Bednář, Praha : Academia, 1989, ISBN 80-200-0054-2
- Vybrané kapitoly z meteorologie / Jan Bednář, Praha : UK, 1985
- Fyzika mezní vrstvy atmosféry / Jan Bednář ; Otakar Zikmunda, Praha : Academia, 1985
- Meteorologie a znečištění ovzduší : studijní pomůcka / Jan Bednář, Praha : Univerzita Karlova, 1978
- Vliv aerosolů na radiačně-tepelné procesy v atmosféře a na zemském povrchu : [autoreferát kand. dis.] / Jan Bednář ; školitel Stanislav Brandejs, Praha 1975